# Telioneura subplena
Telioneura subplena là một loài bướm đêm thuộc phân họ Arctiinae, họ Erebidae.